# Mairead Corrigan
Mairead Corrigan (Belfast, 1944. január 27. –) Nobel-békedíjas, Betty Williams-szel együtt a Community of Peace People (Béke Embereinek Közössége) alapítója.

## Élete
Római katolikus családban született, hét gyermek közül a másodikként. 14 éves koráig katolikus iskolákba járt. Titkárnőként helyezkedett el. Corrigan akkor lett aktív a békemozgalomban, amikor a nővérének három gyermekét halálra gázolta az IRA egy embere. (A nővér később öngyilkos lett.) Betty Williams, aki korábban maga is az IRA tagja volt, szemtanúja volt az eseménynek. Később ketten megalapították a Women for Peace (Nők a Békéért) mozgalmat, ebből lett később a Béke Embereinek Közössége. Egy hónap alatt több mint 30 000 nőt vittek ki Belfast utcáira, hogy a békéért tüntessenek. 
Corrigan hite az, hogy az erőszakot nem erőszakkal kell megakadályozni, hanem átneveléssel . 
1976-ban Betty Williamssal együtt Nobel-békedíjat kaptak.
1981-ben férjhez ment Jackie Maguire-hoz, elhunyt nővére özvegyéhez.
2004-ben Izraelbe utazott, hogy üdvözölje a börtönből kiengedett Mordechai Vanunut, akit 18 évig tartottak fogva Izrael atomtitkainak elárulásáért.
Tagja a Consistent Life csoportnak, amely ellenzi az abortuszt, a halálbüntetést és az eutanáziát.

## Fordítás
- Ez a szócikk részben vagy egészben  a   Mairead Corrigan című angol Wikipédia-szócikk ezen változatának fordításán alapul.  Az eredeti cikk szerkesztőit annak laptörténete sorolja fel. Ez a jelzés csupán a megfogalmazás eredetét és a szerzői jogokat jelzi, nem szolgál a cikkben szereplő információk forrásmegjelöléseként.